# أندريس بوتا
أندريس بوتا (بالإنجليزية: Andries Botha) هو نحات جنوب أفريقي، ولد في 22 سبتمبر 1952 في ديربان في جنوب أفريقيا.